# Морозово (Починковский район)
Морозово — деревня в Починковском районе Смоленской области России. Входит в состав Княжинского сельского поселения. По состоянию на 2007 год постоянного населения не имеет. 
Расположена в центральной части области в 17 км к северо-западу от Починка, в 13 км западнее автодороги А141 Орёл — Витебск, на берегу реки Сож. В 16 км северо-восточнее деревни расположена железнодорожная станция Грудинино на линии Смоленск — Рославль. 

## История
В годы Великой Отечественной войны деревня была оккупирована гитлеровскими войсками в июле 1941 года, освобождена в сентябре 1943 года.